# Deusas do Amor
"Deusas do Amor" é uma canção gravada pelas cantoras brasileiras Ivete Sangalo e Claudia Leitte. Foi lançada para as estações de rádio oficialmente em 27 de janeiro, trazendo a composição de Alexandre Peixe e Dito Martins e a produção do Estúdio Elos, pertencente também a Dito. Em 21 de fevereiro uma versão remixada, realizada pelo DJ e produtor Deeplick, foi lançada, trazendo uma sonoridade electropop. "Deusas do Amor" foi gravada originalmente para fazer parte da campanha publicitária da empresa Gillette, em sua linha feminina Gillette Vênus, na qual Ivete Sangalo e Claudia Leitte são garotas-propaganda em 2014.
A recepção da crítica foi positiva, sendo elogiada e classificando a canção por diversos meios de comunicação como um potencial grande sucesso do Carnaval de 2014. "Deusas do Amor" também foi comparada a outros grandes duetos realizados no mesmo ano por artistas internacionais como "Do What U Want", de Lady Gaga e Christina Aguilera, e "Can't Remember to Forget You", de Shakira e Rihanna. O portal Olhar Direto relatou que a história da música brasileira seria reescrita depois da parceria inédita entre duas das maiores artistas do axé. A faixa também foi elogiada por não citar a marca proponente da qual faria parte na campanha publicitária, fazendo apenas alusão à esta e podendo assim tocar nas rádios sem empecilhos.

## Antecedentes
Em 5 de setembro de 2013 Ivete Sangalo e Claudia Leitte realizaram um sessão de fotos juntas na Praia de Itacimirim e também na Praia do Forte, na Bahia. Na ocasião especulava-se que as duas estavam gravando uma campanha publicitária ou um ensaio fotográfico, porém nada foi revelado na ocasião. Em 9 outubro de 2013 a empresa de aparelhos de barbear Gillette realizou uma comitiva no World Trade Center de São Paulo para lançar a linha feminina, Gillette Vênus, onde foram anunciadas as duas artistas como garotas-propaganda da marca. Com slogan "As mulheres são de Vênus", a ideia de unir as duas cantoras partiu da empresa publicitária New Style, alegando que as duas tinham as pernas mais poderosas do Brasil. Ambas receberam o cachê de R$ 1,5 milhões. Em 14 de janeiro de 2014 o primeiro comercial das cantoras foi lançado. Dias depois, 17 de janeiro, o segundo chegou à televisão, trazendo as cenas gravadas na praia em setembro do ano anterior. Em 7 de fevereiro o terceiro vídeo da propaganda foi liberado, trazendo já a canção "Deusas do Amor" como tema.
Em 2010 Ivete e Claudia já haviam gravado uma canção juntas, "Parente do Avião", de Carlinhos Brown, onde dividiram os vocais também com Margareth Menezes e Daniela Mercury.

## Composição e temática

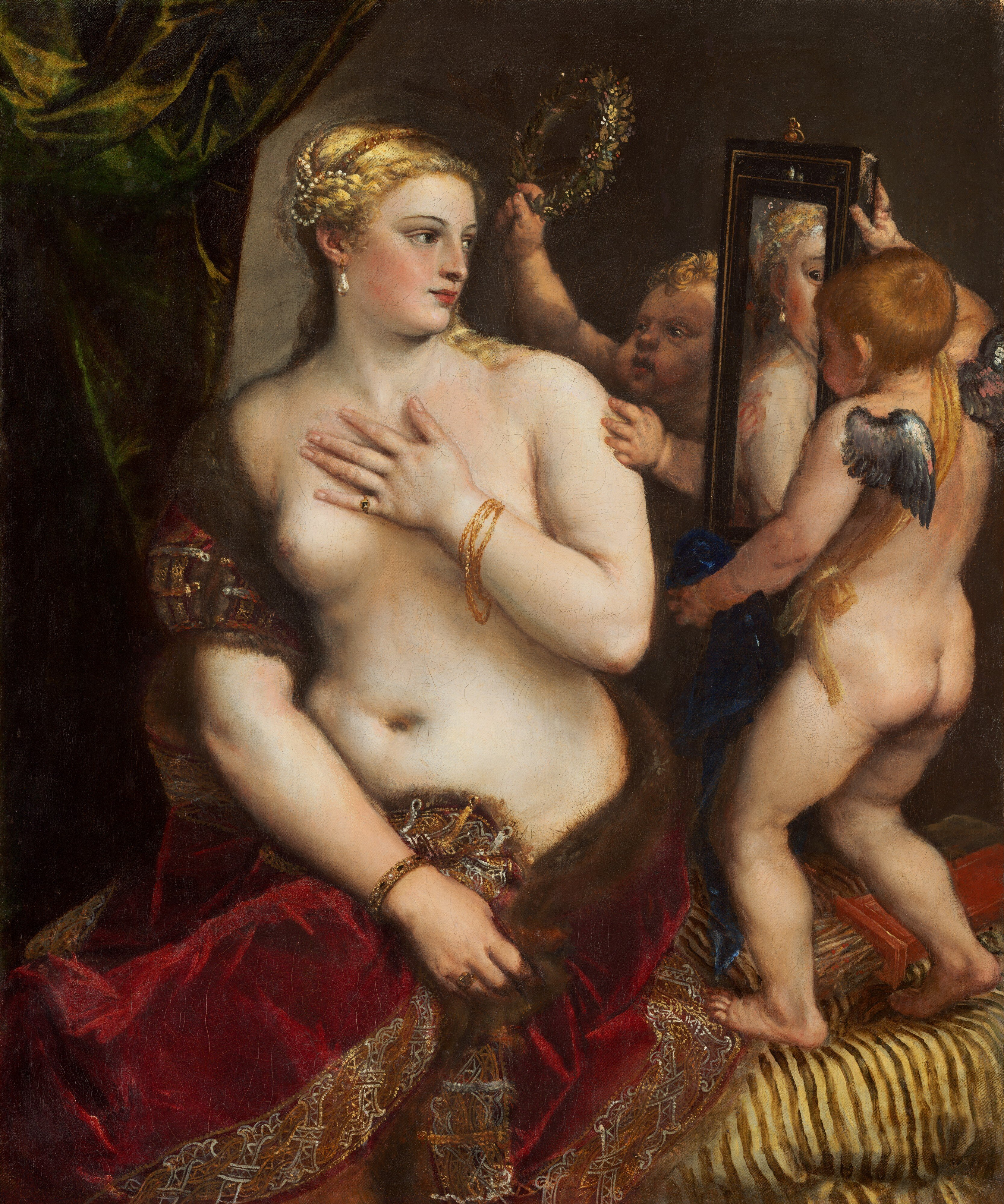
A composição faz referência à Vênus, deusa mitológica da beleza.

"Deusas do Amor" é uma canção do gênero axé, trazendo elementos de música pop e maracatu. Foi composta pelos músicos Alexandre Peixe e Dito Martins em um pedido especial da marca para que fosse realizada um trabalho unindo o clima Carnavalesco ao tema da campanha. Em termos de musicalidade "Deusas do Amor" é uma canção rápida, com batidas regulares nas estrofes que se intensificam no refrão, aumentando o ritmo da canção, tendo um total de 100 batidas por minuto. Escrita em B Major com uma sequencia G#mj7—E2—G#mj7 em progressão de acordes, a canção permite alcançar notas que vão de F#3 à B4. A produção foi realizada pelo Estúdio Elos, pertencente a Dito Martins.
| “ | Eu achei que foi um passo muito bem dado, porque fortalece a nossa música, fortalece a nossa onda e a gente é muito feliz quando se encontra. Nos divertimos horrores aqui e vamos querer fazer mais. (...) A gente sempre se encontrou, celebramos a música baiana juntas. É massa quando a gente está junto uma da outra, sempre muito divertido. A gente que é da Bahia tem que lutar pela carreira assim, se unindo. | ” |

A canção tem como temática principal o enaltecimento da mulher e o feminismo expondo trechos como "Tô poderosa, linda e sensual". O título e partes da composição fazem referência a divindade da mitologia romana Vênus, deusa da beleza e do amor. A composição também cita títulos de canções de Ivete Sangalo e Claudia Leitte como "Tempo de Alegria", em "E agora é alegria", e "Exttravasa" e "Festa", em "Extravasa, faz a festa". A canção não cita a marca da qual integra os comerciais, fazendo apenas alusões como em partes como: "Cheguei com tudo para te ver de pernas de fora / Vem alisar que sou de Vênus". A estratégia de composição foi arquitetada para que a faixa pudesse ser lançada às rádios, mas também fazer parte da campanha publicitária.

## Lançamento e remix
Em 22 de janeiro de 2014 a canção vazou nas redes sociais antes do lançamento oficial. Apenas em 27 de janeiro a canção foi lançada oficialmente online e no formado airplay pela Musickeria, gravadora independente de Martinho da Vila, sem associação das gravadoras das interpretes, a Universal Music e a Som Livre. Em 18 de fevereiro o remix oficial da faixa, realizado pelo DJ e produtor Deeplick, foi compartilhado na internet, sendo lançado dias depois, em 21 de fevereiro. A versão remixada apresentou a canção nos gêneros electropop e dance pop. Deeplick explicou em entrevista ao Portal Popline que a ideia era utilizar elementos de música eletrônica para que a canção pudesse ser executada em festas e casas noturnas não só no período de Carnaval, trazendo um clima versátil e atemporal.
| “ | Usando apenas as vozes das cantoras, criamos um remix que manteve a característica explosiva da música, valorizando não só seu estilo original, mas usando elementos da música eletrônica. Criamos um 'axé-eletrônico' que servirá para aquecer as festas dentro e fora do período de Carnaval. | ” |

## Recepção da crítica
|                                                                             |  |  |
| O dueto foi comparado à Lady Gaga e Christina Aguilera em "Do What U Want". |  |  |

"Deusas do Amor" recebeu críticas positivas em sua maioria. O Portal Popline comparou a parceria de Ivete a Claudia a outros duetos realizados em 2014 por artistas internacionais como "Do What U Want", de Lady Gaga e Christina Aguilera, e "Can't Remember to Forget You", de Shakira e Rihanna. O site ainda afirmou que a canção era uma das mais fortes apostas para o Carnaval daquele ano. Os jornais O Tempo, de Minas Gerais, e A Crítica, do Amazonas, também declararam que a canção tinha potencial para ser o grande sucesso do Carnaval em 2014, além de encerrar as rixas entre o público de ambas. O portal Olhar Direto declarou que a canção era um marco na música brasileira por trazer duas das maiores artistas do axé e acrescentou "A história está pronta para ser reescrita neste verão". A colunista Anna Gabriela, do portal Vagão Feminino disse que a faixa era auto-astral e era "a cara do nosso Carnaval", acrescentando ainda "Tem como não amar essas “Deusas do amor” e desejar essas pernas super poderosas?".
O colunista Anderson Dezan, da Pure People, elogiou a estratégia de lançar uma canção que não falasse em marca, mas que pudesse ser utilizada também como tema de uma campanha de beleza, além de ser lançada para as rádios. Ele também ressaltou duas ocasiões anteriores onde Ivete e Claudia utilizaram a mesma tática. Em 2006, quando "Despenteia" de Claudia ainda no Babado Novo, foi tema do shampoo Seda, e em 2007, quando "Completo", de Ivete, integrou o comercial do banco Bradesco, sendo que ambas também se tornaram single das artistas por não citarem as marcas das campanhas publicitárias da qual fizeram parte.

## Lista de faixas
| Single oficial |                  |                               |              |         |  |
| N.º            | Título           | Compositor(es)                | Produtor     | Duração |  |
| 1.             | "Deusas do Amor" | Alexandre Peixe, Dito Martins | Estúdio Elos | 2:03    |  |

| Versão remix |                                   |                               |          |         |  |
| N.º          | Título                            | Compositor(es)                | Produtor | Duração |  |
| 1.           | "Deusas do Amor" (Deeplick remix) | Alexandre Peixe, Dito Martins | Deeplick | 2:43    |  |

## Videoclipes

Capturas de ecrã do videoclipe. Ivete Sangalo, Claudia Leitte e Sabrina Sato em cenas da segunda versão do vídeo.

Em 27 de janeiro de 2014 a Musickeria lançou o videoclipe de "Deusas do Amor", dirigido pela equipe artística da P&G. Na imprensa, o vídeo foi lançado em primeira mão pelo portal da Billboard Brasil. O videoclipe mostra Ivete Sangalo e Claudia Leitte gravando a canção em estúdio, utilizando um shorts curto e tendo como destaque as pernas das cantoras, consideradas pela mídia "as pernas mais poderosas do país". Em 20 de fevereiro foi anunciado que Sabrina Sato estava gravando uma nova versão do videoclipe, a qual seria lançada pelo canal online da Gillette, a qual a música é tema. A escolha da apresentadora deu-se por Sabrina ser embaixadora da marca no Brasil em 2014. O novo videoclipe foi lançado em 24 de fevereiro, trazendo Sabrina dançando "Deusas do Amor" junto com um coreógrafo utilizando uma roupa inspirada na década de 1980, alternada com as cenas já conhecidas de Ivete e Claudia gravando a canção em estúdio. Em 1 de março, durante entrevista para a revista Conta Mais, Ivete revelou que a ideia simples do vídeo é mostrar a beleza da mulher brasileira apenas. "Representamos a mulher brasileira de uma forma muito dinâmica, porque somos poderosas mesmo".

### Coreografia
No início de fevereiro de 2014 a empresa Gillette convidou o coreógrafo e dançarino Dani Lourenço para criar uma coreografia em cima da temática da canção. Em 24 de fevereiro foi lançado um vídeo onde Lourenço ensinava passo a passo a coreografia oficial criada para "Deusas do Amor". Em 6 de março o portal de notícias JorNow revelou que a ideia base partiu das próprias Ivete Sangalo e Claudia Leitte, que sentiram falta de uma dança que expressasse o conceito da faixa. Segundo Dani Lourenço, a coreografia valoriza as pernas femininas, que além de expressarem a beleza feminina, eram o suporte principal de Ivete e Claudia para a maratona do Carnaval.
| “ | A coreografia envolve não só a energia e o ritmo da música, mas, acima de tudo, valoriza as pernas – peça chave do corpo feminino que dá suporte à maratona de shows durante a folia, além de ser um dos atributos da beleza feminina. | ” |

## Desempenho nas tabelas musicais
No período de 27 de fevereiro de 2014, a canção encontrava-se em primeiro lugar na Billboard Brasil Regional Salvador Hot Songs, de acordo com os dados da Crowley Broadcast Analysis Brasil, sendo a faixa mais executada em Salvador durante aquela semana. Em 28 de fevereiro a canção alcançou o disco de ouro pela Associação Brasileira dos Produtores de Discos por ter vendido 50 mil cópias através de ringtones pagos pelas prestadoras de telefonia celular.
| Parada (2014)                                   | Melhor posição |
| ----------------------------------------------- | -------------- |
| BR Billboard Brasil Hot 100 Airplay             | 76             |
| BR Billboard Brasil Regional Salvador Hot Songs | 1              |

| Brasil (ABPD)                      | Ouro | 50,000^ |
| ^ Vendas baseadas em certificação. |      |         |

## Histórico de lançamento
| País   | Data                    | Formato(s)        | Versão   | Gravadora  |
| ------ | ----------------------- | ----------------- | -------- | ---------- |
| Brasil | 27 de janeiro de 2014   | Airplay streaming | Original | Musickeria |
| Brasil | 21 de fevereiro de 2014 | Airplay           | Remix    | Musickeria |